# Surrealistic Pillow
| Recensione                        | Giudizio            |
| --------------------------------- | ------------------- |
| AllMusic                          | [ 5 ]               |
| Robert Christgau                  | B+                  |
| The New Rolling Stone Album Guide | [ 7 ]               |
| Sputnikmusic                      | 5.0 (Classic)       |
| Piero Scaruffi                    | [ 9 ]               |
| Ondarock                          | (Disco consigliato) |
| Dizionario del Pop-Rock           | [ 11 ]              |
| 24.000 dischi                     | [ 12 ]              |
| Storia della musica               | [ 13 ]              |

Surrealistic Pillow è il secondo album in studio dei Jefferson Airplane pubblicato dalla RCA Victor nel febbraio del 1967.

## Storia
Il batterista Skip Spence lasciò il gruppo nel 1966 dopo la realizzazione del primo album Jefferson Airplane Takes Off e fu sostituito da Spencer Dryden, musicista di formazione jazz. Nell'ottobre dello stesso anno anche la cantante Signe Toly Anderson fu sostituita da Grace Slick completando quella che è considerata la formazione classica dei Jefferson Airplane.
La nuova formazione entrò in sala di incisione a Los Angeles per registrare in poche sessioni i brani del nuovo disco dalla fine dell'ottobre fino alla fine di novembre del 1966. Surrealistic Pillow fu pubblicato nel febbraio del 1967.
Grace Slick proveniva dai Great Society, gruppo di San Francisco appena scioltosi che prendeva come modello proprio i primi Jefferson Airplane e che li aveva accompagnati in molti show durante il 1966. Entrando negli Airplane, la cantante portò in dote due brani del vecchio gruppo. Somebody to Love era una canzone scritta da Darby Slick, leader dei Great Society e cognato di Grace (che era sposata all'epoca con il batterista Jerry Slick). White Rabbit era invece una sua composizione ispirata al Bolero di Ravel e alla favola di Alice nel paese delle meraviglie. Entrambe le canzoni sono collegate all'esperienza dell'uso di droga, in particolare LSD, che iniziava a circolare liberamente negli ambienti musicali di San Francisco.
Fu proprio grazie a questi due brani che i Jefferson Airplane ottennero un grande successo commerciale. Somebody to Love raggiunse la posizione nº5 della classifica dei singoli, seguito poco dopo da White Rabbit che arrivò fino alla posizione nº8. L'album, trascinato dalle due hit, conquistò in agosto il terzo posto della classifica degli LP più venduti secondo Billboard, aggiudicandosi il disco d'oro e rimanendo in classifica per più di un anno vendendo un milione e mezzo di copie, primo grande successo di una band della nascente scena musicale di San Francisco.
Il disco combinava in maniera originale il folk rock degli inizi con la psichedelia, in linea con i tempi e con coloro che per primi avevano sperimentato tale commistione come i Byrds e i Mamas & Papas e in parte Bob Dylan che rimaneva comunque l'ispiratore della maggioranza dei musicisti folk dell'epoca. Grazie a Surrelistic Pillow e al risalto ottenuto dai Jefferson Airplane, il movimento di stile bohémien nato dalla Beat Generation negli anni cinquanta e sviluppatosi poi durante gli anni sessanta nel fenomeno della controcultura hippie di Haight-Ashbury, fu maggiormente conosciuto fuori dei confini della città californiana. Nel gennaio del 1967, subito prima della pubblicazione di Surrealistic Pillow, i Jefferson Airplane, insieme ad altri gruppi di San Francisco come i Grateful Dead e i Quicksilver Messenger Service, parteciparono all'happening Human Be-In, preludio alla Summer of Love, il fenomeno che quell'anno fece diventare la città della baia la capitale mondiale del movimento hippie.
Il leader dei Greateful Dead Jerry Garcia, forse il personaggio più influente della scena musicale di San Francisco, partecipò alla registrazione del disco e ne suggerì il titolo: ascoltando le canzoni in sala di incisione affermò che «suonava surreale come un cuscino». Per problemi contrattuali non fu accreditato come musicista sulla copertina dove è invece indicato come «musical and spiritual adviser» cosa che comunque sottolinea la grande importanza che ebbe nella realizzazione dell'album. Il produttore del disco Rick Jarrard ha negato che Garcia abbia partecipato alle registrazioni. La sua presenza è invece accreditata dalla casa discografica RCA e nelle note della compilation Flight Log e in quelle del cofanetto antologico Jefferson Airplane Loves You.
La copertina del disco fu realizzata dal fotografo di San Francisco Herb Greene, autore di molte famose fotografie alle stelle del rock degli anni sessanta.
Surrealistic Pillow fu mixato sia in versione stereo che mono e fu pubblicato e successivamente ristampato in entrambe le versioni. Il disco fu pubblicato su CD nel 1987. La RCA Records ha prodotto nel 1995 una riedizione dell'album contenente entrambe le versioni mono e stereo nella sua serie di dischi di prestigio realizzati con la tecnica Gold CD. Anche il cofanetto antologico Ignition  del 2001 contiene l'album in entrambe le versioni.
Nel 2003 è stata pubblicata dalla BMG Heritage una edizione contenente alcune tracce aggiuntive provenienti dalle session del 1966 e le versioni monofoniche originali pubblicate su 45 giri di Somebody to Love e White Rabbit.
Nel 2020 Surrealistic Pillow è stato inserito nella lista dei 500 migliori album secondo Rolling Stone alla posizione nº 471.

## Tracce

### LP
Lato A
1. She Has Funny Cars – 3:03 (Jorma Kaukonen, Marty Balin) – Registrato il 31 ottobre 1966
2. Somebody to Love – 2:54 (Darby Slick) – Registrato il 3 novembre 1966
3. My Best Friend – 2:59 (Skip Spence) – Registrato il 4 novembre 1966
4. Today – 2:57 (Marty Balin, Paul Kantner) – Registrato il 2 novembre 1966
5. Comin' Back to Me – 5:18 (Marty Balin) – Registrato il 1º novembre 1966

Lato B
1. 3/5 of a Mile in 10 Seconds – 3:39 (Marty Balin) – Registrato il 4 novembre 1966
2. D.C.B.A.-25 – 2:33 (Paul Kantner) – Registrato il 15 novembre 1966
3. How Do You Feel – 3:26 (Tom Mastin) – Registrato il 1º novembre 1966
4. Embryonic Journey – 1:51 (Jorma Kaukonen) – Registrato il 22 novembre 1966
5. White Rabbit – 2:27 (Grace Slick) – Registrato il 3 novembre 1966
6. Plastic Fantastic Lover – 2:33 (Marty Balin) – Registrato il 3 novembre 1966[32]

### CD
Edizione CD del 2003, pubblicato dalla RCA/BMG Heritage Records (82876 50351 2)
1. She Has Funny Cars – 3:07 (Jorma Kaukonen, Marty Balin)
2. Somebody to Love – 2:54 (Darby Slick)
3. My Best Friend – 2:59 (Skip Spence)
4. Today – 2:57 (Marty Balin, Paul Kantner)
5. Comin' Back to Me – 5:14 (Marty Balin)
6. 3/5 of a Mile in 10 Seconds – 3:39 (Marty Balin)
7. D.C.B.A.-25 – 2:35 (Paul Kantner)
8. How Do You Feel – 3:28 (Tom Mastin)
9. Embryonic Journey – 1:51 (Jorma Kaukonen)
10. White Rabbit – 2:30 (Grace Slick)
11. Plastic Fantastic Lover – 2:33 (Marty Balin)
12. In The Morning – 6:20 (Jorma Kaukonen) – Traccia bonus, registrazione del 21 novembre 1966
13. J.P.P. McStep B. Blues – 2:36 (Alex Spence) – Traccia bonus, registrazione del 23 novembre 1966
14. Go To Her (Version Two) – 4:01 (Paul Kantner, Irving Estes) – Traccia bonus, registrazione del 4 novembre 1966
15. Come Back Baby (Arrangiamento di Jorma Kaukonen) – 2:55 (Tradizionale) – Traccia bonus, registrazione del 6 marzo 1967
16. Somebody to Love – 2:57 (Darby Slick) – Traccia bonus, versione mono singolo, registrazione del 3 novembre 1966
17. White Rabbit – 2:30 (Grace Slick) – Traccia bonus, versione mono singolo, registrazione del 3 novembre 1966

- Subito dopo White Rabbit inizia un brano riconoscibile come una versione strumentale di D.C.B.A.-25 non accreditata nelle note di copertina

## Formazione
- Marty Balin – voce, chitarra
- Grace Slick – voce, pianoforte, organo, flauto dolce
- Paul Kantner – chitarra ritmica, voce
- Jorma Kaukonen – chitarra solista, chitarra ritmica, voce
- Jack Casady – basso, fuzz bass
- Spencer Dryden – batteria, percussioni

### Altri musicisti
- Jerry Garcia – consigliere musicale e spirituale, chitarra in Today[27][29] Comin' Back to Me[27][28], Plastic Fantastic Lover[27], In the Morning[27][34], J. P. P. McStep B. Blues[27][34]